# AgustaWestland Project Zero
AgustaWestland Project Zero — гибридный конвертоплан с вентиляторами в крыльях. Он был разработан в вертолётостроительной компании AgustaWestland в качестве технологического демонстратора и используется для исследования полностью электрических двигателей и других передовых технологий. Это первый в мире электрический конвертоплан.

## Разработка

### История создания
В декабре 2010 года руководство компании AgustaWestland одобрило формирование команды под руководством Джеймса Ванга с намерением создать демонстратор технологий, включающий в себя как можно больше новых инноваций в одной конструкции. В своём выступлении в 2013 году Ванг отметил, что электрические технологии быстро продвигаются в своём развитии, и что функция новой разработки «Project Zero» заключается в достижении готовности использования электрических воздушных технологий: «Вместо того, чтобы ждать, пока батареи станут ещё лучше, и только после этого совершенствовать электротехническую авиационную технику, команда разработчиков позиционирует себя как готовую к следующему поколению батарей».
В AgustaWestland и её компаниях-партнерах в проекте работали два десятка штатных инженеров в рамках проекта skunkworks project (разработки с использованием радикальных инноваций) на объекте Cascina Costa в Италии. По словам Ванга, специалисты, отобранные в команду, как правило, были молодыми и страстными; каждый участник имел конкретную специальность в одной области. Команда разработчиков быстро решила, что для создания полностью электрического летательного аппарата (вместо обычного самолёта или вертолёта) нужно использовать более радикальный подход: электрический двухроторный конвертоплан, лишённый какой-либо трансмиссии и автомата перекоса. Ван обобщил философию команды: «Мы пытаемся создать то, что находится на грани возможного».
Отметив тот факт, что разработка двухдвигательного десятиместного вертолёта AgustaWestland AW169 была завершена в течение четырёх лет, руководство решило бросить вызов команде, поставив им задачу завершить проект в течение одного года, включая первоначальные лётные испытания. Команда работала почти непрерывно, 24 часа в день и семь дней в неделю в течение начального шестимесячного периода. Члены команды не обменивались информацией по электронной или голосовой почте, они общались друг с другом лично, находясь в одном и том же офисе (что также помогало в сохранении секретности), в итоге прямая командная работа была сильно поощрена руководством. Затем было проведено обширное тестирование проектной модели, включавшее в себя создание нескольких десятикратно уменьшенных копий модели, для которых был изучен диапазон безопасных эксплуатационных режимов (связанный с применением атипичной формы самолёта). Для завершения программы разработки в чрезвычайно короткие сроки была применена система автоматизированного проектирования (САПР), использовавшая такие широко известные методы моделирования, как вычислительная гидродинамика и метод конечных элементов.
Различные компании в Италии, Великобритании, США и Японии работали над дизайном и производством элементов для «Project Zero», в том числе четыре различных филиала компании Leonardo. Компания AnsaldoBreda разработала специально построенный электродвигатель-инвертор и сопровождающий алгоритм управления двигателем для системы управления полетом. Lucchi R.Elettromeccanica изготовила по индивидуальному заказу двигатели на постоянных магнитах с осевым магнитным потоком; компания Rotor Systems Research LLC работала совместно с AgustaWestland по аэродинамическому дизайну несущих винтов. В компании Lola Composites создали новый Композиционный материал на основе углепластика, из которого была изготовлена большая часть наружных поверхностей, в то время как в UCHIDA изготовили композитную структуру для лопастей, кожухов и спиц ротора. В компании Gruppo Bertone занимались разработкой эстетического и аэродинамического облика конвертоплана.
Название «Project Zero» возникло исходя из того, что это был уникальный внутренний проект без сопоставимого аналога в истории компании. Разработка Project Zero была проведена в короткий срок; время между началом этапа проектирования и первым полётом самого демонстратора составляло менее шести месяцев. Чтобы обеспечить достижение ощутимых преимуществ от проекта, было решено, что в июне 2011 года полномасштабный демонстратор выполнил первоначальный полёт в Cascina Costa (Самарате, Италия). По словам Ванга, не было необходимости в какой-либо корректирующей работе — «Все работало с первого раза».

### Публичная демонстрация и дальнейшее развитие

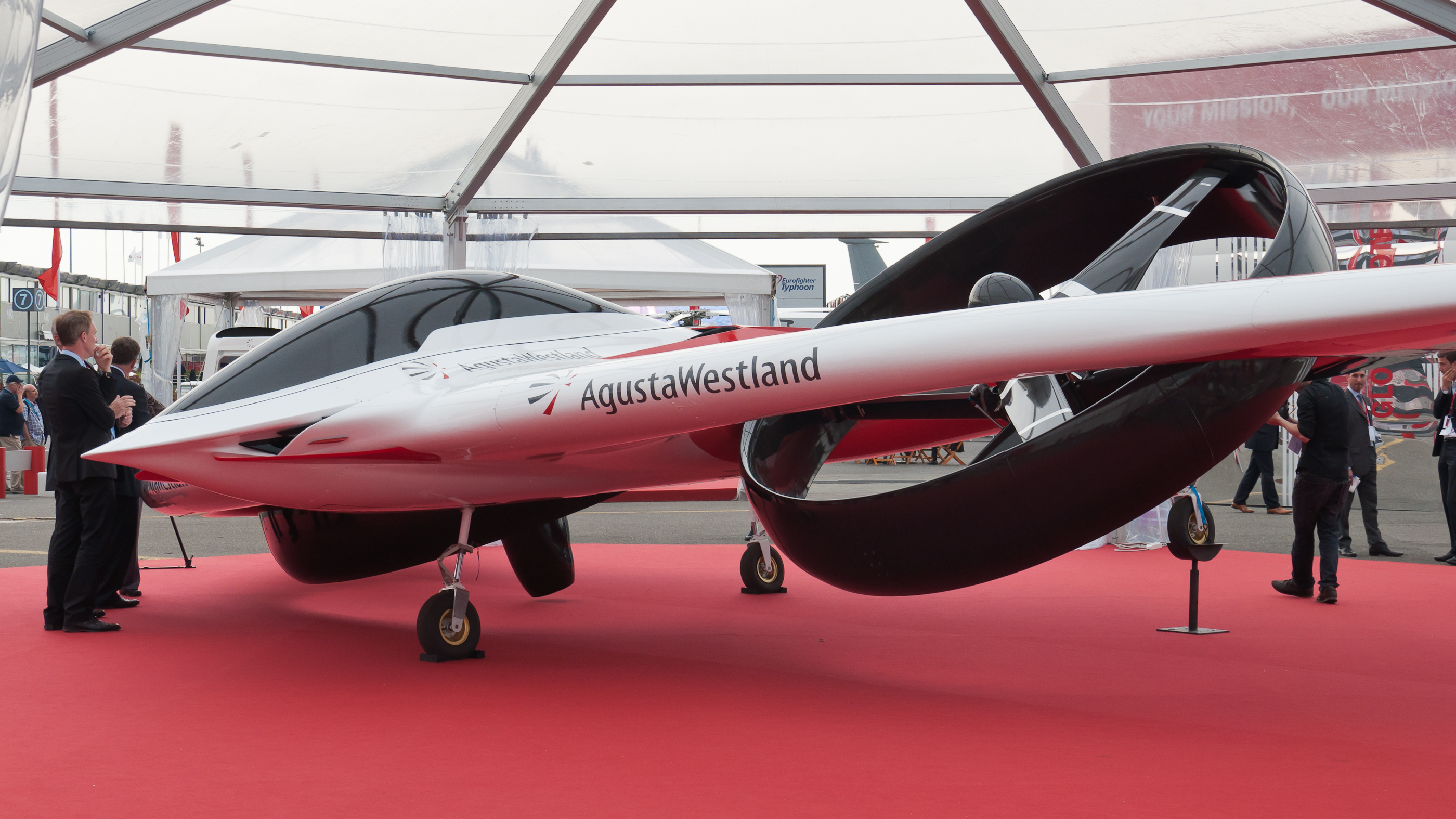
Project Zero на выставке в авиасалоне Ле-Бурже в 2013 году

4 марта 2013 года существование программы было объявлено общественности в Международной вертолётостроительной ассоциации. В июне 2013 года конвертоплан был публично представлен на авиасалоне Ле-Бурже. В начале 2014 года команда Project Zero была удостоена престижной премии общества AHS International 2014 года, которая присуждалась отдельным людям или организациям, проводящим исследования и эксперименты в области разработки вертолётов.
После периода лётных испытаний AgustaWestland приступила к изучению способов внедрения разработки в производство для соответствия применяемым на данный момент технологиям производства существующих винтокрылых аппаратов. Было подчеркнуто, что Project Zero сам по себе не продукт, а инвестиции в технологии в интересах более широкой компании. Действуя как демонстратор технологий, он помогает стимулировать инновации в вертикальном полёте для компании. В 2016 году было отмечено, что активная система управления несущими винтами, разработанная для Project Zero, которая устраняет необходимость в качающейся пластине и отдельной системе демпфирования вибрации, должна была пройти лётные испытания на вертолёте AgustaWestland AW139. Кроме того, законы управления полётом, используемые в Project Zero, должны использоваться для будущего проекта конвертоплана от AgustaWestland.
Различные альтернативные двигательные установки для Project Zero были предусмотрены группой Advanced Concepts Group, включая гибридные дизельные двигатели, включение топливных элементов и некоторых других технологий. В исходной конфигурации максимальное время полёта составляет всего 10 минут, поэтому, выступая в 2016 году, Ван заявил, что он надеется, что технологии создания батарей будут развиваться и в будущем позволят увеличить время полёта до 100 минут.

## Конструкция
Project Zero — это нетрадиционный электрический конвертоплан, названный AgustaWestland как «конвертиплан», поскольку он позиционируется как «полувертолёт, полусамолёт». Это продвинутый демонстратор, призванный показать возможности электрического движения в авиации. Самолёт является полностью электрическим с питанием от аккумуляторных батарей. AgustaWestland заявила, что при оснащении подходящей силовой установкой самолёт способен выдерживать аналогичные традиционные конструкции конвертоплана и имеет типичную крейсерскую высоту, вдвое большую, чем у обычного вертолёта. Технологический демонстратор не был оптимизирован для производства. Им может либо управлять один пилот, сидящий внутри кабины, либо он может альтернативно работать как беспилотный летательный аппарат.
Ключевая особенность разработки Project Zero — это инновационная двигательная система, разработанная для демонстрации и тестирования. Два больших ротора самолёта приводятся в движение продвинутыми электродвигателями, которые в свою очередь питаются энергией, хранящейся в аккумуляторных батареях. Полностью электрическая конструкция устраняет необходимость в трансмиссии, используемой на обычных самолётах; он также работает с низкими уровнем шума и вне зависимости от кислорода. На земле батареи можно заряжать, наклонив роторы в направлении ветра, чтобы они действовать как ветрогенератор. Демонстратор был разработан для размещения в нём множества различных источников энергии для электродвигателей; также существует гибридный вариант демонстратора, в котором используется лёгкий дизельный двигатель для привода электрогенератора, разработанный компанией ORAL Engineering. Во время круизного полёта большая часть подъёма обеспечивается крыльями, но внешние крылья являются съёмными, что может быть полезно для более коротких перелётов с использованием «вертолётного режима» полёта.

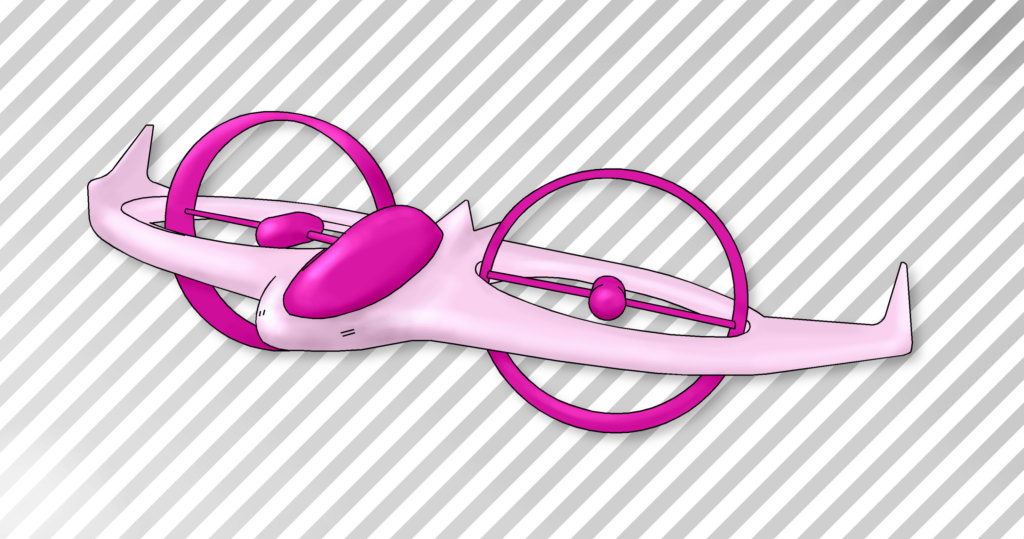
Изображение нулевого проекта

Более 80 процентов конструкции самолёта создано из композитных материалов, включая всю обшивку, лопасти ротора, кожух и спицы; структура почти полностью состоит из алюминия и углерода. Материалы были отобраны на основе обеспечения максимальной скорости при разумных весовых и финансовых расходах. По данным компании, самолёт «не использует гидравлику, в нём не сгорает ископаемое топливо и нет выбросов в атмосферу». Для выполнения таких функций, как уборка и выпуск шасси, наклон гондол и приведение в действие элевонов вместо гидравлики были использованы электромеханические механизмы, разработанные компанией Microtecnica.
Ключевые технологии Project Zero были запатентованы (Европейский патент EP2551190 (A1) был подан 29 июля 2011 года и предоставлен 30 января 2013 года, в то время как некоторые патенты также были предоставлены параллельно в США (US2013026303 (A1)), Корею (KR20130014450 (A)), Японию (JP2013032147 (A)) и Китай (CN102897317 (A)).

## Летные испытания
В июне 2011 года беспилотный демонстратор провёл свой первый привязанный полёт на заводе Cascina Costa в AgustaWestland в Италии. Он был доставлен в охраняемую зону несколько раз в 2011 и 2012 годах, включая полёты дополнительных модификаций с более продвинутыми наборами лопастей ротора (с нелинейным завихрением и настраиваемыми аэродинамическими профилями). Лётные испытания позволили провести точную настройку силовой установки, что привело к увеличению эффективной мощности на 30 процентов.
Созданный в Project Zero лётный демонстратор провёл множество публичных выступлений с момента его открытия в марте 2013 года. Также продолжилось лётное тестирование, которое сосредоточилось на уменьшенных в три раза копиях, а не полномасштабном демонстраторе из-за ограниченной лётной выносливости, которой он обладает. В феврале 2016 года было объявлено о том, что на полномасштабном самолёте будет установлена гибридная система привода, которая направлена на продление лётной выносливости с 10 минут до 35-45 минут.